# Sân vận động Luz
Sân vận động Luz, phát âm tiếng Bồ Đào Nha: [ɨˈʃtaðju ðɐ ˈluʃ]), tên chính thức là Sân vận động thể thao Lisboa và Benfica, là một sân vận động đa năng nằm ở Lisbon, Bồ Đào Nha. Nó được sử dụng chủ yếu cho các trận đấu bóng đá của hiệp hội, tổ chức các trận đấu trên sân nhà của câu lạc bộ Bồ Đào Nha SL Benfica, chủ sở hữu của nó.
Khai trương vào ngày 25 tháng 10 năm 2003 với trận đấu biểu diễn giữa Benfica và câu lạc bộ Nacional của Uruguay, sân thay thế cho sân vận động Luz ban đầu, có 120.000 chỗ ngồi. Sức chứa đã giảm xuống còn 65.647 và hiện ở mức 64.642. Sân vận động được thiết kế bởi HOK Sport Venue Event và có chi phí xây dựng là 162 triệu euro.
Là sân vận động loại 4 của UEFA và là một trong những sân vận động có sức chứa lớn nhất ở châu Âu (lớn nhất ở Bồ Đào Nha), sân vận động Luz đã tổ chức một số trận đấu của Euro 2004, bao gồm cả trận chung kết, cũng như trận chung kết năm 2014 và 2020 của UEFA Champions League. Nó được bầu chọn là sân vận động đẹp nhất châu Âu trong cuộc thăm dò trực tuyến năm 2014 của L'Équipe. Vào sinh nhật lần thứ 15 của mình, sân vận động thể thao Lisboa và Benfica Luz đã chào đón hơn 17 triệu khán giả.